# Apatura irradiata
Apatura irradiata är en fjärilsart som beskrevs av Cabeau 1910. Apatura irradiata ingår i släktet Apatura och familjen praktfjärilar. Inga underarter finns listade i Catalogue of Life.